# Felix Jerusalem
Felix Jerusalem (* 1932; † 1996) war ein deutscher Neurologe.

## Leben
Jerusalem studierte Medizin und promovierte 1960 an der Universität zu Köln. Er habilitierte sich im Sommersemester 1971 unter Günter Baumgartner an der Universität Zürich, wo er 1976 außerordentlicher Professor für Neurologie und Leitender Arzt der Neurologischen Poliklinik wurde. Zwischen 1972 und 1973 arbeitete er ein Jahr an der Mayo Clinic in Rochester. Von 1981 bis 1996 war er ordentlicher Professor und Direktor der Universitätsklinik für Neurologie in Bonn.
Nach ihm ist der seit 1996 jährlich verliehene und von Sanofi finanzierte Felix-Jerusalem-Preis der Deutschen Gesellschaft für Muskelkranke benannt. Jerusalem war 1974 auch Mitbegründer und erster Präsident der Schweizerischen Gesellschaft für Muskelkranke (heute Schweizerische Muskelgesellschaft).

## Schriften (Auswahl)
- Vergleichende tierexperimentelle Untersuchungen über den Kaliumgehalt der Erythrozyten und des zellulären Raumes. Pulm, Köln 1960 (Dissertation, Universität Köln, 22. November 1960).
- mit Hugo Noetzel: Die Hirnvenen- und Sinusthrombosen unter besonderer Berücksichtigung der Topographie der hämorrhagischen Infarkte (= Monographien aus dem Gesamtgebiete der Neurologie und Psychiatrie. H. 106). Springer, Berlin 1965.
- Muskelerkrankungen: Klinik, Therapie, Pathologie. Thieme, Stuttgart 1979 (Habilitationsschrift, Universität Zürich); 2., neubearbeitete und erweiterte Auflage, mit Stephan Zierz: Thieme, Stuttgart 1991.